# Aulosepalum pulchrum
Aulosepalum pulchrum là một loài thực vật có hoa trong họ Lan. Loài này được (Schltr.) Catling mô tả khoa học đầu tiên năm 1989.